# Microstylum decretus
Microstylum decretus là một loài ruồi trong họ Asilidae. Microstylum decretus được Walker miêu tả năm 1860. Loài này phân bố ở miền Ấn Độ - Mã Lai.